# アリーズ・ピアソル・スミス
アリッサ・ウィトール・"アリーズ"・ピアソル・スミス（英語: Alyssa Whitall "Alys" Pearsall Smith, 1867年7月21日 - 1951年1月22日）はアメリカ合衆国生まれのイギリス人フレンド派救援援助組織者、および哲学者で数学者のバートランド・ラッセルの最初の妻である。1907年、母親達のための革新的な学校を創設する協会の会長を務めた。

## 若年期

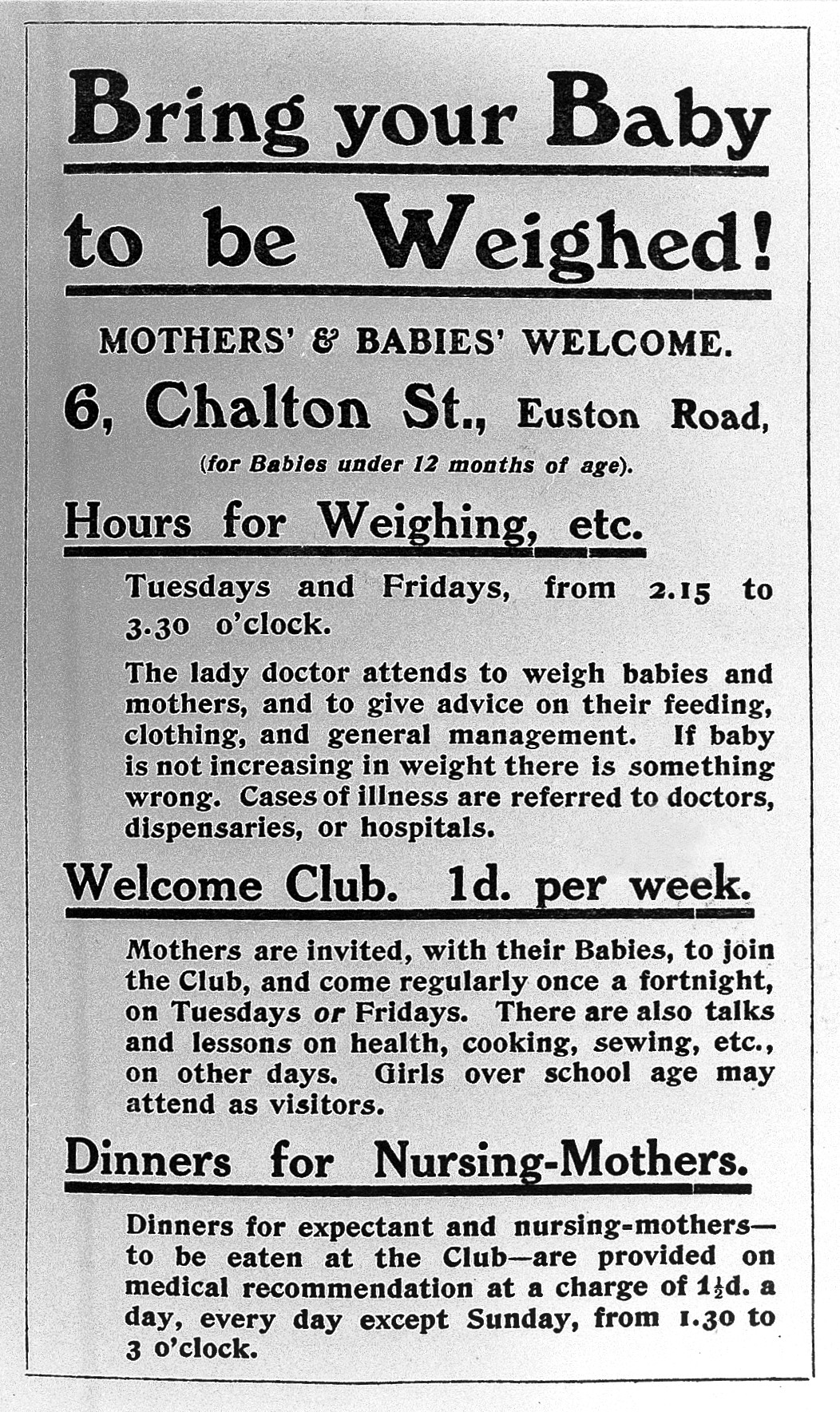
母親学校のポスター

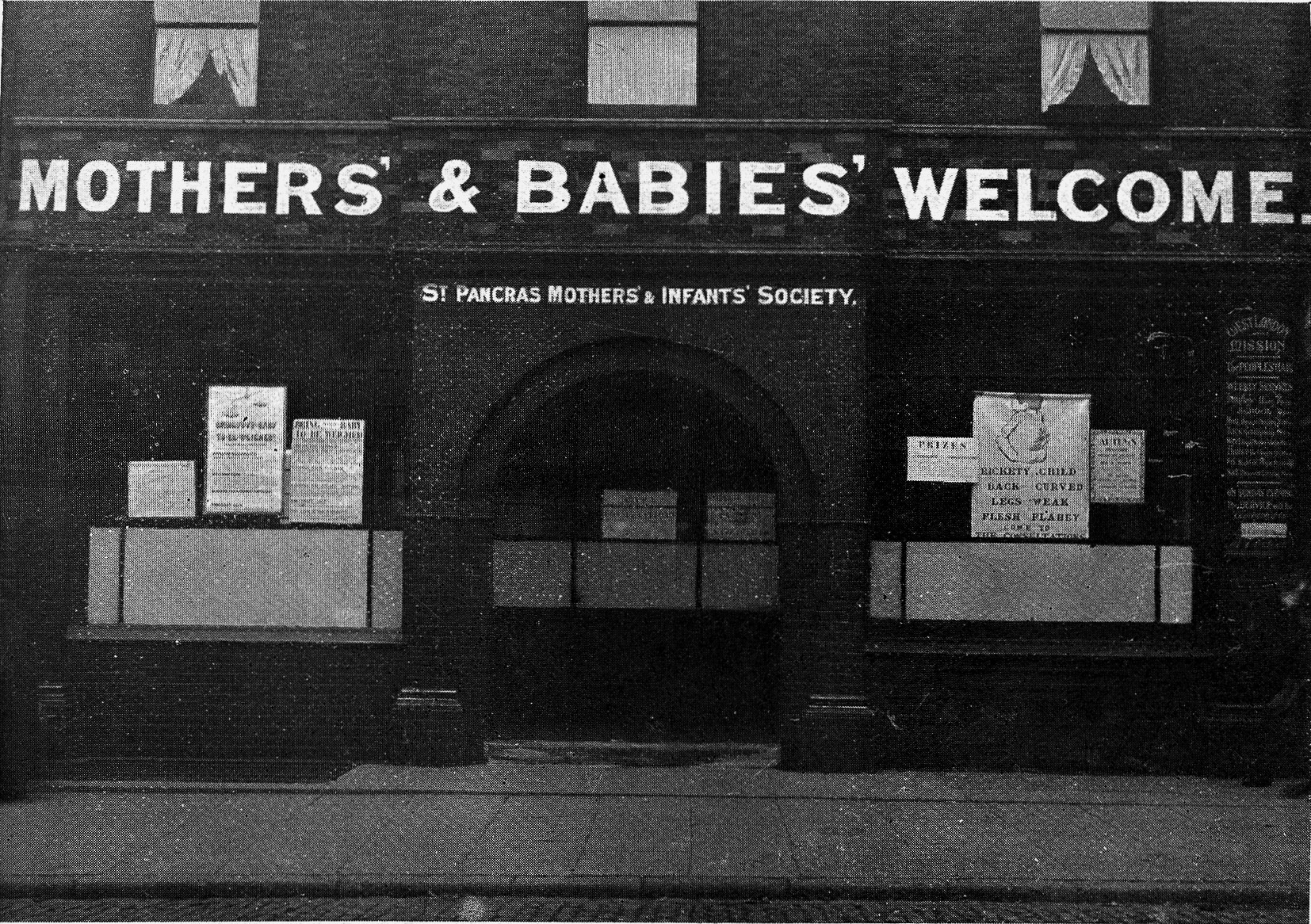
母親学校「Mothers' and Babies' Welcome」の外観

ピアソル・スミスはアメリカ合衆国 ペンシルベニア州のフィラデルフィアで生まれる。アメリカのホーリネス運動やグレート・ブリテンのハイアー・ライフ運動における重要人物であったロバート・ピアソル・スミスとハンナ・ウィトール・スミスの娘である。また兄にはエッセイストのローガン・ピアソル・スミス、従姉には教育者で言語学者のマーサ・ケイリー・トーマスがいた。フィラデルフィア近くのブリンマー大学を卒業している。
ピアソル・スミスの家族は1873年から1875年までイングランドで暮らし、1888年以降もイングランドで暮らした。イングランドにおいて、ピアソル・スミスの家族は文学者で劇作家のジョージ・バーナード・ショー、小説家のヘンリー・ジェイムズ、姉のメアリーと結婚したバーナード・ベレンソンと親交があった。

## 私生活
1894年12月13日、スミスはロンドンにあるセント・マーティン教会の礼拝堂でアンバーレイ子爵ジョン・ラッセルとアンバーレイ子爵夫人キャサリン・ラッセルの息子であるバートランド・ラッセルと結婚した。しかし2人は1911年に別居し、1921年に離婚した。
1951年1月22日にロンドンで亡くなったアリーズは決して再婚しなかった。

### ボランティア活動
ピアソル・スミスはベニート・ムッソリーニ率いるイタリア王国から避難してきた人々を助けるために創設したイタリア避難民救済委員会の委員長を務めた。
さらにはセント・パンクラス・マザーズ・アンド・インファンツ・ソサエティの全体委員会の委員長も務め、1907年にロンドン北西部のチャールトン街に母親学校（Mothers' and Babies' Welcomeとも）を設立した。本部では幼児の死亡率減少を目標として、赤ん坊の体重測定、妊産婦の母親への食事提供や医療・育児相談など様々な種類のサービスを提供した。副委員長のアデル・マイアーは主に事業資金を提供した。
なお、ピアソル・スミスは1908年に婦人参政権運動に参加したと言われている。